# Пауль Демени
Пауль Демени (нім. Paul Dömény; 13 березня 1876, Відень — 20 березня 1944, Терезієнштадт) — австро-угорський і австрійський військовий медик, доктор медицини, генерал-майор медичної служби австрійської армії (23 березня 1936).

## Біографія
Єврей. Учасник Першої світової війни. Після завершення війни продовжив службу в австрійській армії.
21 серпня 1942 року був депортований з Відня в концтабір Терезієнштадт, де і помер.

## Нагороди
- Ювілейна пам'ятна медаль 1898
- Ювілейний хрест
- Бронзова медаль «За військові заслуги» (Австро-Угорщина)
- Золотий хрест «За цивільні заслуги» (Австро-Угорщина) з короною і мечами
- Почесний знак Австрійського Червоного Хреста, офіцерський хрест з військовою відзнакою
- Орден Франца Йосифа, лицарський хрест з військовою відзнакою
- Військовий Хрест Карла
- Залізний хрест 2-го класу
- Пам'ятна військова медаль (Австрія) з мечами